# Leipziger Messe auf Briefmarken
Dieser Artikel enthält die Briefmarken vor 1950 zur Leipziger Messe auf Briefmarken für die Marken der DDR siehe: Leipziger Messe auf Briefmarken der Deutschen Post der DDR.

## Liste der Ausgaben und Motive
Legende
- Bild: Eine bearbeitete Abbildung der genannten Marke. Das Verhältnis der Größe der Briefmarken zueinander ist in diesem Artikel annähernd maßstabsgerecht dargestellt. Sollten keine Marken abgebildet sein, liegt es daran, dass das Urheberrecht des Künstlers noch nicht erloschen ist.
- Beschreibung: Eine Kurzbeschreibung des Motivs und/oder des Ausgabegrundes. Bei ausgegebenen Serien oder Blocks werden die zusammengehörigen Beschreibungen mit einer Markierung versehen eingerückt.
- Wert: Der Frankaturwert der einzelnen Marke in Pfennig. Ein „+“ bedeutet, dass es sich um eine Zuschlagsmarke handelt (= Frankaturwert + Spende).
- Ausgabedatum: Das Datum des erstmaligen Verkaufs dieser Briefmarke.
- Gültig bis: Das Datum, an dem die Gültigkeit endete.
- Auflage: Soweit bekannt, wird hier die zum Verkauf angebotene Anzahl dieser Ausgabe angegeben.
- Entwurf: Soweit bekannt, wird hier angegeben, von wem der Entwurf dieser Marke stammt.
- Mi.-Nr.: Diese Briefmarke wird im Michel-Katalog unter der entsprechenden Nummer gelistet.

| Deutsches Reich | |                  |                |                   |         |                                       |       |
| Bild            | Beschreibung | Werte in Pfennig | Ausgabe- datum | gültig bis        | Auflage | Entwurf                               | MiNr. |
|                 | Leipziger Frühjahrsmesse - Deutsche Bücherei in Leipzig und Büste von Johannes Gutenberg                                                                           | 3                | 3. März 1940   | 31. Dezember 1941 |         | Werner und Maria von Axster-Heudtlass | 739   |
|                 | - Krochhochhaus am Augustusplatz in Leipzig | 6                | 3. März 1940   | 31. Dezember 1941 |         | Werner und Maria von Axster-Heudtlass | 740   |
|                 | - Marktplatz und Altes Rathaus in Leipzig | 12               | 3. März 1940   | 31. Dezember 1941 |         | Werner und Maria von Axster-Heudtlass | 741   |
|                 | - Messegelände in Leipzig | 25               | 3. März 1940   | 31. Dezember 1941 |         | Engelhardt                            | 742   |
|                 | Leipziger Frühjahrsmesse - Messehaus „Haus der Nationen“ in der Weststraße 1 (1935 enteignetes Haus der Freimaurerloge Minerva zu den drei Palmen, kriegszerstört) | 3                | 1. März 1941   | 31. Dezember 1942 |         | E. Stahl                              | 764   |
|                 | - Gewandhaus in Leipzig | 6                | 1. März 1941   | 31. Dezember 1942 |         | E. Stahl                              | 765   |
|                 | - Alte Waage in Leipzig | 12               | 1. März 1941   | 31. Dezember 1942 |         | E. Stahl                              | 766   |
|                 | - Hauptbahnhof in Leipzig | 25               | 1. März 1941   | 31. Dezember 1942 |         | E. Stahl                              | 767   |

- Bild: Eine bearbeitete Abbildung der genannten Marke. Das Verhältnis der Größe der Briefmarken zueinander ist in diesem Artikel annähernd maßstabsgerecht dargestellt.
- Beschreibung: Eine Kurzbeschreibung des Motivs und/oder des Ausgabegrundes. Bei ausgegebenen Serien oder Blocks werden die zusammengehörigen Beschreibungen mit einer Markierung versehen eingerückt.
- Werte: Der Frankaturwert der einzelnen Marke.
- Ausgabedatum: Das erstmalige Datum des Verkaufs dieser Briefmarke.
- Gültig bis: Nach diesem Datum konnte die Marke nicht mehr verwendet werden.
- Auflage: Soweit bekannt, wird hier die zum Verkauf angebotene Anzahl dieser Ausgabe angegeben.
- Entwurf: Soweit bekannt, wird hier angegeben, von wem der Entwurf dieser Marke stammt.
- MiNr.: Diese Briefmarke wird im Michel-Katalog unter der entsprechenden Nummer gelistet.

| Briefmarken-Ausgaben für West-Sachsen (SBZ) , September 1945 und Mai 1946 | |                  |                  |                  |                                 |           |       |
| Bild                                                                      | Beschreibung                                                                                           | Werte in Pfennig | Ausgabe- datum   | gültig bis       | Auflage                         | Entwurf   | MiNr. |
|                                                                           | Musterschau Leipziger Erzeugnisse - Ausstellungsplakat                                                 | 6                | 18. Oktober 1945 | 31. Oktober 1946 | 1.090.000                       | unbekannt | 124   |
|                                                                           | - Ausstellungsplakat                                                                                   | 12               | 18. Oktober 1945 | 31. Oktober 1946 | 1.082.000                       | unbekannt | 125   |
|                                                                           | Leipziger Messe Diese Marken wurden auch als Briefmarkenblock 5 herausgegeben - Altes Rathaus, Leipzig | 6+14             | 8. Mai 1946      | 31. Oktober 1946 | 2.655.850 (gez.) 503.900 (ung.) | unbekannt | 162   |
|                                                                           | - Altes Rathaus                                                                                        | 12+18            | 8. Mai 1946      | 31. Oktober 1946 | 2.655.850 (gez.) 503.900 (ung.) | unbekannt | 163   |
|                                                                           | - Altes Rathaus                                                                                        | 24+26            | 8. Mai 1946      | 31. Oktober 1946 | 2.655.850 (gez.) 503.900 (ung.) | unbekannt | 164   |
|                                                                           | - Altes Rathaus                                                                                        | 84+66            | 8. Mai 1946      | 31. Oktober 1946 | 2.655.850 (gez.) 503.900 (ung.) | unbekannt | 165   |

| Briefmarken-Ausgaben des Alliierten Kontrollrats , 1947 | |                 |                   |            |            |              |       |
| Bild                                                    | Beschreibung                                                                                       | Wert in Pfennig | Ausgabe- datum    | gültig bis | Auflage    | Entwurf      | MiNr. |
|                                                         | Leipziger Frühjahrsmesse 1947 - Leipzig erhält 1160 durch Markgraf Otto von Meissen das Marktrecht | 24+26           | 5. März 1947      | unbekannt  | 3.700.000  | Erich Gruner | 941   |
|                                                         | - Schutz fremder Kaufleute durch einen Erlass des Markgrafen Dietrich von Landsberg, 1268          | 60+40           | 5. März 1947      | unbekannt  | 3.700.000  | Erich Gruner | 942   |
|                                                         | Leipziger Herbstmesse 1947 - Verleihung des Messeprivilegs 1497 durch Maximilian I.                | 12              | 2. September 1947 | unbekannt  | 10.000.000 | Erich Gruner | 995   |
|                                                         | - Schätzung und Erhebung des Budenzinses, 1365                                                     | 75              | 2. September 1947 | unbekannt  | 10.000.000 | Erich Gruner | 966   |
|                                                         | Leipziger Frühjahrsmesse 1948 - Vor den Zollschranken, 1388                                        | 50              | 2. März 1948      | unbekannt  | 12.000.000 | Erich Gruner | 967   |
|                                                         | - Errichtung von Stapellagern, 1433                                                                | 84              | 2. März 1947      | unbekannt  | 12.000.000 | Erich Gruner | 968   |

| Briefmarken-Ausgaben der sowjetischen Besatzungszone , 1948 |                                                                                         |                  |                 |                |           |         |       |
| Bild                                                        | Beschreibung                                                                            | Werte in Pfennig | Ausgabe- datum  | gültig bis     | Auflage   | Entwurf | MiNr. |
|                                                             | Leipziger Herbstmesse - Leipziger Herbstmesse 1459: Der erste Neujahrsmarkt             | 16+9             | 29. August 1948 | 30. April 1950 | 6.000.000 | Gruner  | 198   |
|                                                             | - Leipziger Herbstmesse 1469: Zuzug auswärtiger Tuchmacher                              | 50+25            | 29. August 1948 | 30. April 1950 | 6.000.000 | Gruner  | 199   |
|                                                             | Leipziger Frühjahrsmesse - Leipziger Frühjahrsmesse 1556: Erste Messe im Rathaus-Neubau | 30+15            | 6. März 1949    | 30. Juni 1951  | 2.500.000 | Gruner  | 230   |
|                                                             | - Leipziger Frühjahrsmesse 1536: Italiener auf der Leipziger Messe                      | 50+25            | 6. März 1949    | 30. Juni 1951  | 2.500.000 | Gruner  | 231   |
|                                                             | Leipziger Herbstmesse - Leipziger Herbstmesse 1650: Russische Kaufleute auf der Messe   | 12+8             | 30. August 1949 | 30. Juni 1951  | 2.000.000 | Gruner  | 240   |
|                                                             | - Leipziger Herbstmesse 1765: Der junge Goethe auf der Messe                            | 24+16            | 30. August 1949 | 30. Juni 1951  | 2.000.000 | Gruner  | 241   |

### Bundesrepublik Deutschland
Nach der Wiedervereinigung dauerte es sieben Jahre, bis zum ersten Mal 1997 eine Sondermarke zum Jubiläum „500 Jahre Privileg Messe Leipzig“ erschien.
| Briefmarken-Jahrgang 1997 der Bundesrepublik Deutschland |                                     |                  |                |                                  |                         |       |
| Bild                                                     | Beschreibung                        | Werte in Pfennig | Ausgabe- datum | Auflage                          | Entwurf                 | MiNr. |
|                                                          | 500 Jahre Messeprivileg für Leipzig | 100              | 6. März 1997   | 40.200.000 davon 306.800 auf ETB | Sybille und Fritz Haase | 1905  |